# Liebstadt
Liebstadt je město v německé spolkové zemi Sasko. Nachází se v zemském okrese Saské Švýcarsko-Východní Krušné hory a má přibližně 1 200 obyvatel. Počtem obyvatel je nejmenším městem v Sasku.

## Geografie
Město se rozkládá ve východní části Krušných hor. Nadmořská výška se pohybuje od 333 m do 595 m. Osu města tvoří říčka Seidewitz, při západním okraji protéká řeka Müglitz, jejímž údolím prochází železniční trať Heidenau – Altenberg. Východ území města protíná dálnice A17.

## Historie
Město Liebstadt bylo založeno v souvislosti s hradem Kuckuckstein, postaveným patrně mezi lety 930 a 940. První písemná zmínka pochází z roku 1286. Roku 1973 se k město připojily Berthelsdorf, Herbergen a Seitenhain, roku 1994 pak Döbra, Großröhrsdorf a Walthersdorf.

## Správní členění
Liebstadt se dělí na 8 místních částí.
- Waltersdorf
- Döbra
- Berthelsdorf
- Liebstadt
- Herbergen
- Seitenhain
- Großröhrsdorf
- Biensdorf

## Pamětihodnosti
- zámek Kuckuckstein
- evangelicko-luterský kostel Liebstadt
- evangelicko-luterský kostel Döbra